# Craig Shipbuilding Company

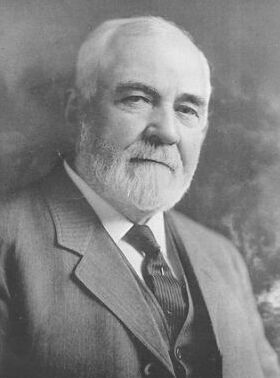
John Craig

Craig Shipbuilding est une entreprise de construction navale à Long Beach, en Californie. Craig Shipbuilding est lancé en 1906 par John F. Craig. Il avait travaillé à Toledo avec son père, John Craig (1838-1934), et Blythe Craig, tous deux constructeurs navals, leur premier navire est construit en 1864 chez Craig Shipbuilding Toledo. John F. Craig ouvre son entreprise de construction navale dans le port de Long Beach, du côté sud du canal 3, l'emplacement actuel du quai 41 dans le port intérieur, devenant ainsi le premier chantier naval du port. En 1907, Craig Shipbuilding obtient un contrat pour draguer un chenal entre l'océan Pacifique et le port intérieur.
Pour répondre à la demande de navires de la Première Guerre mondiale, le chantier naval Craig Shipbuilding passe à la construction militaire et construit des sous-marins et des cargos pour la marine américaine. En 1917, Craig vend le chantier naval à l'éphémère California Shipbuilding Company, et en ouvre un autre à proximité de l'ancien, l'appelant Long Beach Shipbuilding Company. La Long Beach Shipbuilding Company construit des cargos en 1918, 1919 et 1920 pour l'United States Shipping Board.
En 1918, California Shipbuilding rencontre des difficultés à remplir les contrats achetés avec le chantier naval Craig, y compris deux sous-marins et un ravitailleur de phare. En 1921, Craig rachète son chantier naval d'origine et le rebaptise Craig Shipbuilding. En même temps, il renomme Long Beach Shipbuilding en Craig Shipbuilding et dirige les deux sites comme une seule entreprise. Le chantier naval de remorquage effectue des travaux de réparation sur des yachts construits.
La Commission maritime des États-Unis lance un programme de construction navale en 1939, pour répondre à la demande de navires de la Seconde Guerre mondiale. Craig loue le chantier naval de Long Beach à la Consolidated Steel Corporation. Consolidated Steel construit des cargos marchands de type C1-B et C1-M et deux navires à passagers de type P1 dans le chantier loué. Consolidated Steel exploite deux autres grands chantiers navals, l'un à proximité dans le bassin ouest du port de Los Angeles à Wilmington, l'autre à Orange, au Texas, et deux autres petits chantiers navals. Après la Seconde Guerre mondiale, l'entreprise Consolidated ferme. Le chantier naval Craig continua à effectuer des travaux de réparation sous le nom de Long Beach Marine Repair et ferma ses portes en 1970.